# Paradise Hotel (Danmark, sæson 12)
Den 12. sæson af reality tv-serien Paradise Hotel Danmark sendes fra den 7. marts 2016 til den 12. maj 2016. Sæsonen kuliminerede torsdag den 12. maj 2016 med finaleafsnittet. Paradise Hotel blev vist på TV3 hver dag fra mandag til torsdag.
- Vært: Rikke Gøransson
- Vinder: Mathias (450.000 kr.) og Caroline (0 kr.)
- Finalister: Michelle (0 kr.) og Patrick (0 kr.)
- Jury: Olivia, Joaquin, Frederik, Sandra, Christina Maria, Kian og Kasper
- Sæsonpræmiere: 7. marts 2016
- Mr. Paradise: Kian
- Miss Paradise: Christina Maria
- Kendte gæster: Nikita Klæstrup og Jakob Kjeldbjerg
- Titelmelodi: MC Clemens - Smil Du På[1]
- Sæsonpræmiere: 7. marts 2016
- Antal afsnit: 40
- Antal deltagere: 20

## Deltagere
| Navn                                  | Alder | Tjekket ind | Tjekket ud     | Fra           | Grund til udtjekning |
| ------------------------------------- | ----- | ----------- | -------------- | ------------- | --- |
| Mathias With Jensen                   | 24    | Ep 1        | VINDER         | Stenlille     | |
| Caroline Petersen                     | 18    | Ep 1, 21    | Ep 12, VINDER  | Frederikssund | Ep 12: Parcermoni, stemt ud af Patrick Brylov til fordel for Christina Maria Olesen |
| Michelle Kusk                         | 18    | Ep 1        | Finalen        | Silkeborg     | |
| Patrick Brylov                        | 25    | Ep 2, Ep 16 | Ep 16, Finalen | Hvidovre      | Ep 16: Parceremoni, stemt ud af Charlotte DelaRosa Sørensen til fordel for Kasper Madvig Klausen, men tjekkede ind igen, da Jesper Friis-Hansen gav sin plads væk og valgte selv at forlade hotellet |
| Olivia Schønning, (Jury)              | 21    | Ep 1        | Ep 38          | Roskilde      | Stemt ud af Joaquin Martinez (Krudte) efter han selv røg ud |
| Joaquin Martinez (Krudte), (Jury)     | 27    | Ep 1, 29    | Ep 27, 38      | Nørrebro      | Ep 27: Stemt ud af Mathias With Jensen Ep 38: Stemt ud af Patrick Brylov Michelle Kusk og Mathias With Jensen                                                                                        |
| Frederik Jørgensen, (Jury)            |       | Ep 19       | Ep 37          | Odense        | Parceremoni, stemt ud af Olivia Schønning til fordel for Patrick Brylov |
| Sandra Daae Tømming, (Jury)           | 23    | Ep 28       | Ep 36          | Rødovre       | Parceremoni, stemt ud af Frederik Jørgensen til fordel for Olivia Schønning |
| Christina Maria Bjerre Olesen, (Jury) | 26    | Ep 8        | Ep 36          | Kastrup       | Var den sidste i kraniekæden |
| Kian Damsgaard, (Jury)                | 22    | Ep 6, 26    | Ep 20, 34      | Nørrebro      | Ep 20: Parceremoni, stemt ud af Christina Maria Olesen til fordel for Patrick Brylov Ep 34: Stemt ud ved afstemning blandt de øvrige deltagere                                                       |
| Kasper Madvig Klausen, (Jury)         | 20    | Ep 1        | Ep 32          | Aarhus        | Parceremoni, stemt ud af Olivia Schønning til fordel for Patrick Brylov |
| Anna Katrine Hvenegaard               | 21    | Ep 19       | Ep 28          | Hørsholm      | Parceremoni, stemt ud af Frederik Jørgensen til fordel for Christina Maria Olesen |
| Julie Carole                          | 20    | Ep 1        | Ep 24          | Odense        | Parceremoni, stemt ud af Mathias With Jensen til fordel for Caroline Petersen |
| Charlotte DelaRosa Sørensen           | 20    | Ep 12       | Ep 19          | Agerbæk       | Stemt ud af Anna Katrine Hvenegaard og Frederik Jørgensen |
| Jesper Friis-Hansen                   | 22    | Ep 13       | Ep 16          | Viborg        | Forlod hotellet friviligt, fordi han havde personlige problemer i Danmark |
| Christopher Amming                    | 19    | Ep 13       | Ep 14          | Holbæk        | Stemt ud ved afstemning blandt de øvrige deltagere |
| Maria Junker                          | 18    | Ep 3        | Ep 8           | Odder         | Parceremoni, stemt ud af Mathias With Jensen til fordel for Julie Carole |
| Jonas Guiovanni Hansen                | 23    | Ep 1        | Ep 7           | Farum         | Stemt ud af Patrick Brylov, Kasper Madvig Klausen og Joaquin Martinez (Krudte) |
| Cain Haugaard Jakobsen                | 22    | Ep 1        | Ep 4           | Randers       | Parceremoni, stemt ud af Maria Junker til fordel for Jonas Guiovanni Hansen |
| Tilla Milde                           | 24    | Ep 1        | Ep 3           | København S   | Stemt ud ved afstemning blandt de øvrige deltagere |

1. ↑  Efter at Joaquin Martinez (Krudte) var blevet stemt ud af Patrick Brylov, Michelle Kusk og Mathias With Jensen, fik han til opgave at tage en med i faldet. Det blev Olivia Schønning.

## Juryens stemmer på de to finalepar
| Jurymedlem nr. | Mathias og Caroline       | Michelle og Patrick   |
| -------------- | ------------------------- | --------------------- |
| 1              |                           | Frederik Jørgensen    |
| 2              | Sandra Daae               |                       |
| 3              |                           | Kasper Madvig Klausen |
| 4              |                           | Olivia Schønning      |
| 5              | Kian Damsgaard            |                       |
| 6              | Christina Maria Olesen    |                       |
| 7              | Joaquin Martinez (Krudte) |                       |
| Stemmer i alt  | 4                         | 3                     |